# پنها ۲۰۹۱
پنها ۲۰۹۱ (به انگلیسی: Panha 2091) یک نمونهٔ مهندسی معکوس از بل ای‌اچ-۱ سوپرکبرا ساختِ کارخانهٔ بل است که توسط پرسنل شرکت پنها در هسا تولید شد.نخستین استفاده‌کنندهٔ این بالگرد نیروی زمینی ارتش جمهوری اسلامی ایران بوده‌است. ایران حدود چهار دهه است که بالگردهای کبرا را در اختیار دارد. بالگردهای کبرای ایران در جنگ ایران و عراق شرکت مؤثری داشتند. پس از جنگ دولت ایران به دلیل عدم دسترسی به قطعات یدکی این بالگرد برنامه‌های پنها ۲۰۹۱ و طوفان را برای ارتقای این بالگرد ها ترتیب داده‌است. این پروژه امروزه لغو شده است و بجای آن محصول پیشرفته تری با نام طوفان که نتیجه ارتقائات سنگین بالگرد بل ای‌اچ-۱ سوپرکبرا است در خط تولید است.